# Raoyang
Raoyang (饶阳县; Pinyin: Ráoyáng Xiàn) ist ein chinesischer Kreis der bezirksfreien Stadt Hengshui in der Provinz Hebei. Er hat eine Fläche von 574,5 km² und zählt 280.498 Einwohner (Stand: Zensus 2010). Sein Hauptort ist die Großgemeinde Raoyang (饶阳镇).

## Administrative Gliederung
Auf Gemeindeebene setzt sich der Kreis aus drei Großgemeinden und vier Gemeinden zusammen. 